# Liste des maires de Longjumeau
La liste des maires de Longjumeau présente la liste des maires de la commune française de Longjumeau, située dans le département de l'Essonne en région Île-de-France.

## L'Hôtel de ville

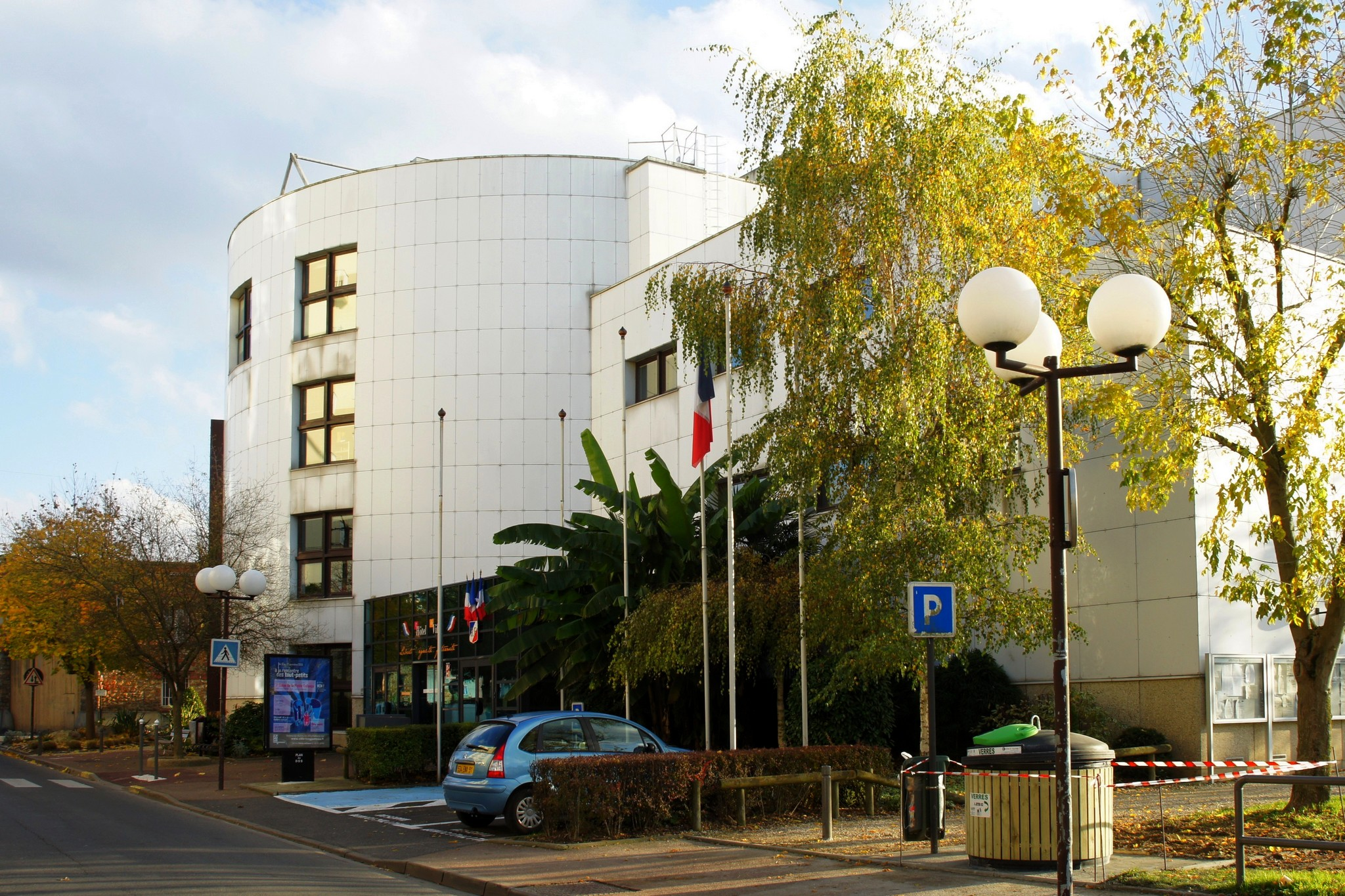
L'hôtel de ville.

## Liste des maires
Quarante-et-un maires se sont succédé à la tête de la commune de Longjumeau depuis l’élection du premier en 1790 :

### De 1790 à 1945
| Période        | Période        | Identité                 | Étiquette   | Qualité                                                                                                |
| -------------- | -------------- | ------------------------ | ----------- | --- |
| mars 1790      | novembre 1791  | Henri Degoutte           |             | |
| novembre 1791  | décembre 1793  | Gabriel Guede            |             | |
| décembre 1793  | mars 1795      | Étienne Charles          |             | |
| mars 1795      | juillet 1795   | Louis Gidefroy           |             | |
| juillet 1795   | février 1800   | Dominique Savouré        |             | |
| février 1800   | juin 1800      | Charles Fouard           |             | |
| juin 1800      | mars 1813      | Dominique Savouré        |             | Officier de santé                                                                                      |
| mars 1813      | mai 1816       | Charles-Bernard Brunet   |             | |
| mai 1816       | septembre 1822 | Antoine Quesnescourt     |             | |
| septembre 1822 | février 1826   | Augustin Vanault         |             | Notaire                                                                                                |
| février 1826   | juillet 1826   | Louis Lebœuf             |             | |
| juillet 1826   | octobre 1830   | Jean-Charles Salleron    |             | |
| octobre 1830   | novembre 1835  | Ambroise Bellin          |             | |
| 1836           | mars 1848      | Nicolas Letourneur       |             | |
| mars 1848      | août 1860      | Ernest Duboury           |             | Conseiller général de Longjumeau (1852 → 1858)                                                         |
| août 1860      | décembre 1865  | Jean-Auguste Bhambrette  |             | |
| janvier 1866   | décembre 1869  | Comte Paul Riant         |             | Membre de l'Académie des inscriptions et belles-lettres Conseiller général de Longjumeau (1864 → 1870) |
| décembre 1869  | mai 1871       | Narcisse Gallien         |             | Manufacturier Conseiller général de Longjumeau (1870 → 1871)                                           |
| mai 1871       | février 1874   | Gustave Legrand          |             | |
| février 1874   | janvier 1881   | Narcisse Gallien         |             | |
| janvier 1881   | juillet 1883   | Auguste Roux             | Républicain | Conseiller général de Longjumeau (1882 → 1883) Décédé en fonction                                      |
| juillet 1883   | mai 1896       | Jean-Victor Paillet      |             | Fait fonction de maire de juillet 1883 à juin 1884                                                     |
| mai 1896       | mai 1929       | Léon Robelin (1866-1938) | Rad.        | Publiciste, administrateur et vice-président de la FNMF Président de la FNMF (1921 → 1925)             |
| mai 1929       | juillet 1931   | Georges Clozeau          |             | |
| juillet 1931   | mai 1935       | Léon Deprun              |             | |
| mai 1935       | octobre 1940   | Georges Louin            |             | Démissionnaire                                                                                         |
| novembre 1940  | août 1944      | Achille Lapeyre          |             | |
| août 1944      | octobre 1944   | Henri Lecestre           |             | |
| octobre 1944   | mai 1945       | Louis Musnier            |             | |

### Depuis 1945
| Période       | Période       | Identité                   | Étiquette       | Qualité |
| ------------- | ------------- | -------------------------- | --------------- | --- |
| mai 1945      | octobre 1947  | Claude Jacquard            |                 | |
| octobre 1947  | mai 1953      | Pierre Laproste            |                 | |
| mai 1953      | mars 1959     | Paul Diéval                |                 | |
| mars 1959     | mars 1965     | Camille Pillot             |                 | |
| mars 1965     | décembre 1981 | Jean Colin                 | CD puis UDF-CDS | Ancien administrateur des PTT Sénateur de l'Essonne (1968 → 1988) Conseiller régional d'Île-de-France (? → 1977) Conseiller général de Longjumeau (1967 → 1982) Réélu en 1971 et 1977 Démissionnaire |
| décembre 1981 | mars 1989     | Michel Chartier            | DVD             | Réélu en 1983 |
| mars 1989     | mars 2001     | Philippe Schmit            | PS              | Directeur d'administration Conseiller général de Longjumeau (1994 → 2001) Réélu en 1995 |
| mars 2001     | juin 2002     | Pierre-André Wiltzer       | UDF             | Haut fonctionnaire Ministre délégué à la Coopération et à la Francophonie (2002 → 2004) Député de l'Essonne (Essonne puis 4e circ.) (1986 → 2002) Conseiller régional d'Île-de-France (1992 → 2004) Démissionnaire après son entrée au gouvernement Raffarin                                                                                                |
| novembre 2002 | mars 2008     | Bernard Nieuviaert         | DVD             | Avocat 5e vice-président de la CA Europ'Essonne (2006 → 2008) |
| mars 2008     | mars 2013     | Nathalie Kosciusko-Morizet | UMP             | Ingénieure des ponts, des eaux et des forêts Secrétaire d'État puis ministre (2007 → 2012) Députée de l'Essonne (4e circ.) (2002 → 2007 et 2012 → 2017) Conseillère régionale d'Île-de-France (2004 → 2010) Vice-présidente de la CA Europ'Essonne (2008 → ?) Démissionnaire après l'annonce de sa candidature à la mairie de Paris                         |
| mars 2013,    | En cours      | Sandrine Gelot             | UMP-LR          | Ancienne podologue Première adjointe au maire (2010 → 2013) Conseillère départementale de Longjumeau (2015 → ) 2e vice-présidente du conseil départemental de l'Essonne (2015 → ) 3e vice-présidente de la CA Paris-Saclay (2016 → 2020) 2e vice-présidente de la CA Paris-Saclay (2020 → ) Réélue pour le mandat 2014-2020 Réélue pour le mandat 2020-2026 |

## Conseil municipal actuel
Les 35 sièges composant le conseil municipal de Longjumeau ont été pourvus le 15 mars 2020 lors du premier tour de scrutin. Actuellement, il est réparti comme suit : 